# 江西熊蛛
江西熊蛛（学名：Arctosa kiangsiensis）为狼蛛科熊蛛属的动物。在中国大陆，分布于江西、浙江、福建等地。该物种的模式产地在江西。